# MKS MOS Interpromex Będzin w sezonie 2011/2012

## Drużyna

### Sztab
| Pierwszy trener   | Rafał Legień    |
| Fizjoterapeuta    | Janusz Herpel   |
| Kierownik drużyny | Zbigniew Syguła |

### Zawodnicy
| Nr | Imię i nazwisko       | Data ur.   | Wzrost | Pozycja      |
| -- | --------------------- | ---------- | ------ | ------------ |
| 1  | Bartosz Schmidt       | 03.09.1991 | 200    | środkowy     |
| 2  | Maciej Janikowski     | 30.08.1993 | 195    | przyjmujący  |
| 3  | Tomasz Michalak       | 21.04.1986 | 190    | rozgrywający |
| 4  | Mateusz Zarankiewicz  | 17.08.1989 | 198    | atakujący    |
| 5  | Marcin Kantor         | 03.02.1989 | 197    | przyjmujący  |
| 6  | Damian Miller         | 30.07.1986 | 194    | przyjmujący  |
| 9  | Grzegorz Wójtowicz    | 26.06.1989 | 191    | przyjmujący  |
| 10 | Dariusz Syguła        | 03.04.1986 | 185    | rozgrywający |
| 11 | Bartosz Dzierżanowski | 05.09.1986 | 198    | środkowy     |
| 13 | Adam Łapuszyński      | 07.10.1986 | 197    | atakujący    |
| 14 | Michał Potera         | 06.03.1988 | 184    | libero       |
| 18 | Sławomir Szczygieł    | 02.06.1978 | 202    | środkowy     |

## Transfery

### Przyszli
| Imię i nazwisko      | Poprzedni klub           |
| -------------------- | ------------------------ |
| Grzegorz Wójtowicz   | ZAKSA Kędzierzyn-Koźle   |
| Sławomir Szczygieł   | BBTS Bielsko-Biała       |
| Bartosz Schmidt      | MKS MOS II Będzin        |
| Tomasz Michalak      | AZS Politechnika Opolska |
| Mateusz Zarankiewicz | Fart Kielce              |

### Odeszli
| Imię i nazwisko           | W klubie od | Nowy klub                       |
| ------------------------- | ----------- | ------------------------------- |
| Paweł Sznicer (II trener) | 2007        | Spodek Katowice                 |
| Krzysztof Antosik         | 2010        | Cuprum Mundo Lubin              |
| Grzegorz Łata             | 2010        | AZS Politechnika Śląska Gliwice |
| Mateusz Mędrzyk           | 2006        | KPS Jadar Siedlce               |
| Przemysław Kasparek       | 2008        | koniec kariery                  |
| Jakub Kaźmierski          | 2010        | Avia Świdnik                    |
| Damian Zborowski          | 2007        | Spodek Katowice                 |
| Arkadiusz Świechowski     | 2009        | Juvenia Głuchołazy              |

## Rozgrywki

### Liga

#### Runda zasadnicza
| Data       | Przeciwnik                      | Wynik                                   | Miejsce                         |
| ---------- | ------------------------------- | --------------------------------------- | ------------------------------- |
| 01.10.2011 | Ślepsk Suwałki                  | 3:1 (21:25, 25:20, 25:19, 25:17)        | Hala Łagisza, Będzin            |
| 08.10.2011 | Pekpol Ostrołęka                | 0:3 (27:29, 21:25, 22:25)               | Hala im. A. Gołasia, Ostrołęka  |
| 15.10.2011 | Joker Rodło Piła                | 1:3 (25:16, 18:25, 23:25, 22:25)        | Hala Łagisza, Będzin            |
| 22.10.2011 | BBTS Bielsko-Biała              | 1:3 (26:24, 25:27, 23:25, 21:25)        | Hala BBOSiR, Bielsko-Biała      |
| 29.10.2011 | Stal AZS PWSZ Nysa              | 3:2 (18:25, 28:26, 25:15, 20:25, 15:10) | Hala Łagisza, Będzin            |
| 05.11.2011 | Wanda Kraków                    | 3:1 (25:13, 25:14, 21:25, 25:23)        | Hala Łagisza, Będzin            |
| 12.11.2011 | MCKiS PKE Energetyk Jaworzno    | 1:3 (14:25, 25:23, 22:25, 20:25)        | Hala MCKiS, Jaworzno            |
| 19.11.2011 | Cuprum Mundo Lubin              | 3:0 (25:18, 25:21, 25:21)               | Hala Łagisza, Będzin            |
| 26.11.2011 | Siatkarz Wieluń                 | 2:3 (25:23, 14:25, 24:26, 25:18, 15:17) | Hala WOSiR, Wielun              |
| 03.12.2011 | KPS Jadar Siedlce               | 3:1 (22:25, 25:22, 25:18, 25:13)        | Hala Łagisza, Będzin            |
| 10.12.2011 | Rajbud GTPS Gorzów Wielkopolski | 3:2 (23:25, 25:23, 25:18, 23:25, 15:11) | Hala ZSTiO, Gorzów Wielkopolski |
|            |                                 |                                         |                                 |
| 17.12.2011 | Ślepsk Suwałki                  | 2:3 (21:25, 25:23, 22:25, 25:21, 11:15) | Hala OSiR, Suwałki              |
| 08.01.2012 | Pekpol Ostrołęka                | 3:0 (25:19, 25:23, 26:24)               | Hala Łagisza, Będzin            |
| 14.01.2012 | Joker Rodło Piła                | 1:3 (12:25, 25:18, 22:25, 20:25)        | Hala MUKS, Piła                 |
| 21.01.2012 | BBTS Bielsko-Biała              | 3:1 (25:17, 25:19, 23:25, 25:18)        | Hala Łagisza, Będzin            |
| 28.01.2012 | Stal AZS PWSZ Nysa              | 0:3 (19:25, 24:26, 21:25)               | Hala sportowa AZS, Nysa         |
| 04.02.2012 | Wanda Kraków                    | 2:3 (25:19, 19:25, 25:23, 22:25, 9:15)  | Hala Hutnik, Kraków             |
| 11.02.2012 | MCKiS PKE Energetyk Jaworzno    | 2:3 (23:25, 25:19, 25:20, 23:25, 12:15) | Hala Łagisza, Będzin            |
| 18.02.2012 | Cuprum Mundo Lubin              | 1:3 (20:25, 25:22, 23:25, 21:25)        | Hala SP nr 14, Lubin            |
| 25.02.2012 | Siatkarz Wieluń                 | 3:0 (25:19, 25:18, 25:18)               | Hala Łagisza, Będzin            |
| 03.03.2012 | KPS Jadar Siedlce               | 3:0 (25:16, 25:19, 25:22)               | Hala OSiR, Siedlce              |
| 10.03.2012 | Rajbud GTPS Gorzów Wielkopolski | 3:2 (25:19, 23:25, 25:18, 27:29, 15:10) | Hala Łagisza, Będzin            |

#### Play-off
| Data               | Przeciwnik         | Wynik                                   | Miejsce                    |
| Ćwierćfinały       | Ćwierćfinały       | Ćwierćfinały                            | Ćwierćfinały               |
| ------------------ | ------------------ | --------------------------------------- | -------------------------- |
| 17.03.2012         | BBTS Bielsko-Biała | 3:1 (25:20, 25:22, 18:25, 25:14)        | Hala Łagisza, Będzin       |
| 18.03.2012         | BBTS Bielsko-Biała | 3:0 (25:18, 25:17, 25:17)               | Hala Łagisza, Będzin       |
| 22.03.2012         | BBTS Bielsko-Biała | 3:1 (25:17, 25:23, 20:25, 25:22)        | Hala BBOSiR, Bielsko-Biała |
| Półfinały          |                    |                                         |                            |
| 31.03.2012         | Stal AZS PWSZ Nysa | 0:3 (18:25, 22:25, 22:25)               | Hala sportowa AZS, Nysa    |
| 01.04.2012         | Stal AZS PWSZ Nysa | 1:3 (23:25, 22:25, 25:22, 23:25)        | Hala sportowa AZS, Nysa    |
| 14.04.2012         | Stal AZS PWSZ Nysa | 3:2 (23:25, 22:25, 26:24, 25:18, 16:14) | Hala Łagisza, Będzin       |
| 15.04.2012         | Stal AZS PWSZ Nysa | 0:3 (17:25, 19:25, 21:25)               | Hala Łagisza, Będzin       |
| Mecze o 3. miejsce |                    |                                         |                            |
| 21.04.2012         | Siatkarz Wieluń    | 3:0 (25:20, 25:20, 25:12)               | Hala Łagisza, Będzin       |
| 22.04.2012         | Siatkarz Wieluń    | 3:0 (25:17, 25:23, 25:18)               | Hala Łagisza, Będzin       |
| 28.04.2012         | Siatkarz Wieluń    | 3:1 (25:22, 23:25, 25:21, 25:17)        | Hala WOSiR, Wielun         |

### Puchar Polski
| Data        | Przeciwnik         | Wynik                                   | Miejsce                 |
| II runda    | II runda           | II runda                                | II runda                |
| ----------- | ------------------ | --------------------------------------- | ----------------------- |
| 12.10.2011  | Stal AZS PWSZ Nysa | 3:1 (25:16, 25:24, 20:25, 25:21)        | Hala Łagisza, Będzin    |
| III runda   |                    |                                         |                         |
| 23.11.2011  | Siatkarz Wieluń    | 3:2 (21:25, 25:16, 25:18, 22:25, 16:14) | Hala Łagisza, Będzin    |
| IV runda    |                    |                                         |                         |
| 07.12.2011  | Wanda Kraków       | 3:1 (21:25, 25:19, 25:23, 25:19)        | Hala Hutnik, Kraków     |
| V runda     |                    |                                         |                         |
| 21.12.2011  | Fart Kielce        | 3:0 (30:28, 25:20, 25:19)               | Hala Łagisza, Będzin    |
| ćwierćfinał |                    |                                         |                         |
| 04.01.2012  | Skra Bełchatów     | 0:3 (18:25, 22:25, 23:25)               | Hala Łagisza, Będzin    |
| 06.01.2012  | Skra Bełchatów     | 0:3 (14:25, 17:25, 14:25)               | Hala Energia, Bełchatów |

### Bilans spotkań
| Rozgrywki        | Ogólnie | Ogólnie | Ogólnie | Ogólnie | Ogólnie | U siebie | U siebie | U siebie | U siebie | U siebie | Na wyjeździe | Na wyjeździe | Na wyjeździe | Na wyjeździe | Na wyjeździe | Miejsce |
| Rozgrywki        | R       | W       | P       | Sety    | Sety    | R        | W        | P        | Sety     | Sety     | R            | W            | P            | Sety         | Sety         | Miejsce |
| ---------------- | ------- | ------- | ------- | ------- | ------- | -------- | -------- | -------- | -------- | -------- | ------------ | ------------ | ------------ | ------------ | ------------ | ------- |
| runda zasadnicza | 22      | 11      | 11      | 46      | 43      | 11       | 9        | 2        | 30       | 14       | 11           | 2            | 9            | 16           | 29           | 4.      |
| play-off         | 10      | 7       | 3       | 22      | 14      | 6        | 5        | 1        | 15       | 6        | 4            | 2            | 2            | 7            | 8            | 3.      |
| puchar           | 6       | 4       | 2       | 12      | 10      | 4        | 3        | 1        | 9        | 6        | 2            | 1            | 1            | 3            | 4            | 1/4 f   |
| Razem            | 38      | 22      | 16      | 80      | 67      | 21       | 17       | 4        | 54       | 26       | 17           | 5            | 12           | 26           | 41           |         |